# Ráy bò
Ráy bò, cơm ninh hay tràng pháo hoặc càng cua (danh pháp khoa học: Pothos repens) là một loài thực vật có hoa trong họ Ráy (Araceae). Loài này được João de Loureiro đặt tên khoa học đầu tiên năm 1790 với danh pháp Flagellaria repens. Năm 1917 George Claridge Druce chuyển nó sang chi Pothos.